# Louviers
Louviers je francouzská obec v departementu Eure v regionu Normandie. V roce 2010 zde žilo 17 734 obyvatel. Je centrem kantonů Louviers-Nord a Louviers-Sud.

## Vývoj počtu obyvatel
Počet obyvatel 